# Лопес, Хосе Мануэль Альберто
Хосе Мануэль Альберто Лопес (исп. José Manuel Alberto López; род. 6 декабря 2000, Сан-Лоренсо, Санта-Фе) — аргентинский футболист, нападающий клуба «Палмейрас».

## Клубная карьера

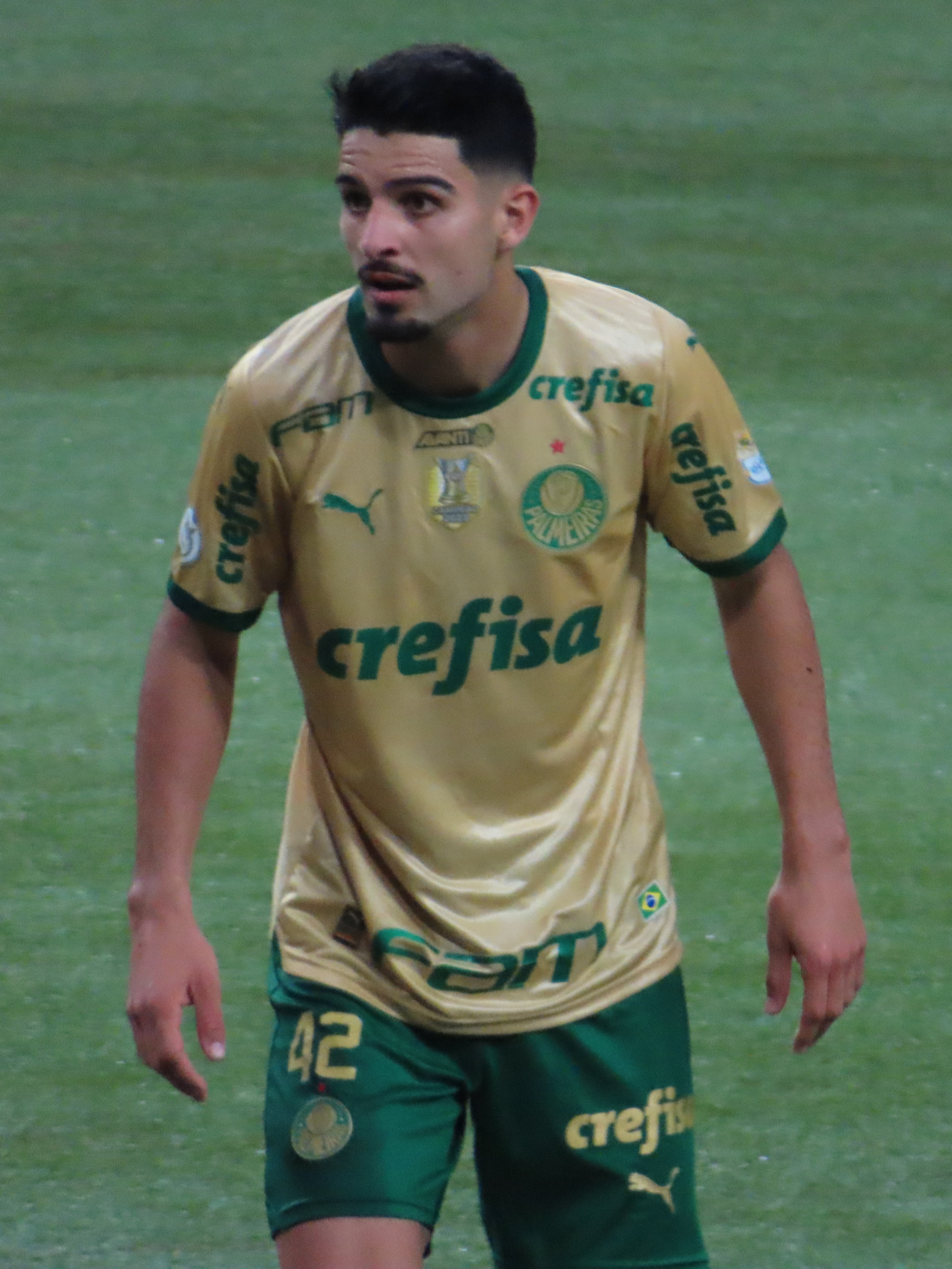
Лопес в составе «Палмейрас»

Лопес — воспитанник клубов «Бока Хуниорс», «Индепендьенте» и «Ланус». 3 января 2021 года в матче против «Патронато» он дебютировал в аргентинской Примере в составе последних. 9 января в поединке против «Росарио Сентраль» Хосе забил свой первый гол за «Ланус». В 2022 году Лопес подписал контракт с бразильским клубом «Палмейрас». 22 июля в матче против «Америка Минейро» он дебютировал в бразильской Серии A. 30 июля в поединке против «Сеара» Хосе забил свой первый гол за «Палмейрас». В составе клуба игрок дважды выиграл чемпионат и Лигу Паулиста, а также завоевал Суперкубок.

## Достижения
Клубные
 «Палмейрас»
- Победитель бразильской Серии A (2) — 2022, 2023
- Победитель Лиги Паулиста (2) — 2023, 2024
- Обладатель Суперкубка Бразилии (1) — 2023